# Juan José Sánchez Maqueda
Juan José Sánchez Maqueda (Madrid, 23 gennaio 1969) è un allenatore di calcio ed ex calciatore spagnolo, di ruolo centrocampista.

## Palmarès

### Giocatore

#### Competizioni nazionali
- Campionato spagnolo: 2

Real Madrid: 1987-1988, 1988-1989
- Coppa di Spagna: 1

Real Madrid: 1988-1989
- Supercoppa di Spagna: 2

Real Madrid: 1988, 1990